# Памятник Альваро де Басану (Мадрид)
Памятник Альваро де Басану (исп. Monumento a Álvaro de Bazán) расположен на площади Пласа-де-ла-Вилья в Мадриде (Испания). Он был создан испанским скульптором Мариано Бенлиуре и представляет собой установленную на каменный пьедестал бронзовую скульптуру Альваро де Басана, известного адмирала испанского флота XVI века, которого Сервантес в своём «Дон Кихоте» назвал «богом войны и родным отцом своих солдат, удачливым и непобедимым военачальником».

## История и описание
Памятник был воздвигнут по инициативе военного и общественного деятеля Луиса Видарта и финансировался за счёт добровольных пожертвований. Создание статуи было поручено скульптору Мариано Бенлиуре. Статуя была отлита из бронзы в Риме на литейном заводе Крешенци. Каменный постамент был сооружён из серого мрамора из Сьерра-Эльвиры (провинция Гранада). В качестве архитектора монумента выступил Мигель Агуадо де ла Сьерра.
Стоящая на пьедестале фигура Альваро де Басана в полный рост является ведущим элементом скульптурного ансамбля. Адмирал изображён в доспехах, левой рукой он сжимает рукоять своего меча, а правой рукой держит командный жезл. У ног Альваро де Басана лежит шлем и потрёпанное османское знамя, попираемое им. Эти элементы также выполнены из бронзы.
Первоначально на передней стороне каменного пьедестала, по углам его нижней части, находились четыре дельфина, отлитых из бронзы и помещённых в бронзовый венок из пальмовых листьев, надпись из бронзы гласила: don álvaro de bazán. Однако с годами пьедестал потерял эти второстепенные бронзовые предметы. На обратной стороне пьедестала находится надпись со стихами, посвящёнными Альваро де Басану Лопе де Вегой.

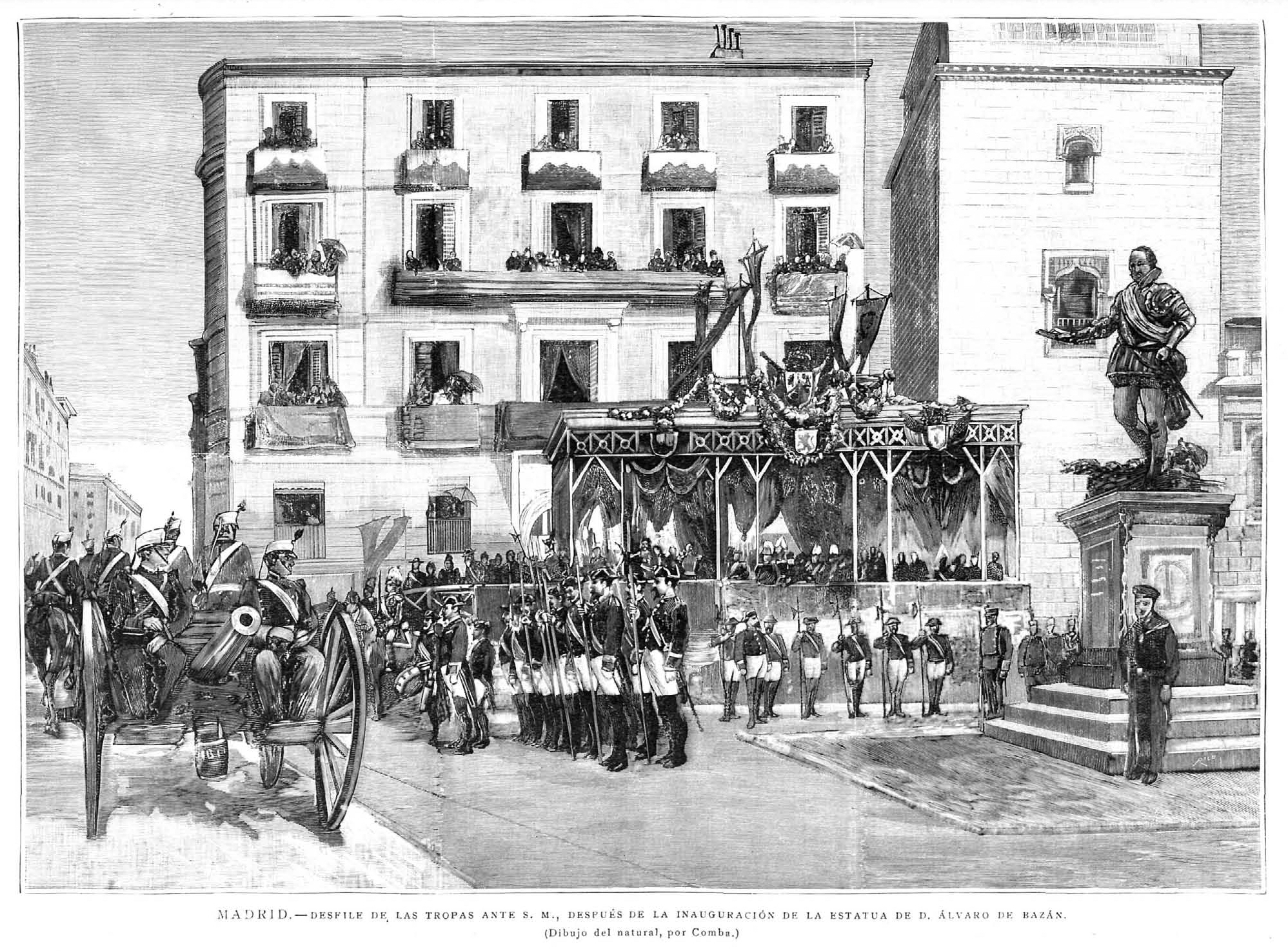
Рисунок Хуана Комбы, изображающий торжественное открытие памятника в 1891 году

Он был официально открыт 19 декабря 1891 года на площади Пласа-де-ла-Вилья в ходе церемонии под председательством королевы-регентши Марии Кристины Габсбург-Лотарингской. На ней также присутствовали инфанта Изабелла, Алехандро Пидаль-и-Мон, премьер-министр Испании Антонио Кановас дель Кастильо, несколько министров правительства, генералов и членов советов Городского совета Мадрида и другие должностные лица.